# Diego López
Diego López Rodríguez (født 3. november 1981 i Lugo, Spanien) er en spansk fodboldspiller, der spiller som målmand hos La Liga-klubben Rayo Vallecano. Han har tidligere bl.a. repræsenteret Sevilla, Villarreal og Real Madrid i hjemlandet.

## Landshold
Lopez har spillet én kamp for Spaniens landshold. Den 12. august 2009 imod Makedonien i en venskabskamp. Han har derudover flere gange været en del af landets trup som reserve, blandt andet i forbindelse med flere kvalifikationskampe til VM i 2010, samt ved Confederations Cup 2009.